# Муйжниекс, Валдис Карлович
Ва́лдис Ка́рлович Му́йжниекс (латыш. Valdis Muižnieks; 22 февраля 1935, Рига, Латвия — 29 ноября 2013) — советский баскетболист. Играл на позиции атакующего защитника. Кавалер Ордена Трёх звёзд. Заслуженный мастер спорта СССР (1959).
Трёхкратный чемпион Европы (1957, 1959, 1961), трижды серебряный призёр Олимпийских игр (1956, 1960, 1964), трёхкратный обладатель Кубка европейских чемпионов (1958, 1958/59, 1959/60).

## Биография
С 1951 по 1953 год выступал за рижское «Динамо», где его наставником был вице-чемпион Европы 1939 года Юрис Силарайс.
В 1954 году стал игроком рижского СКА. Мастер спорта СССР (1955).
Стал в составе СКА трёхкратным чемпионом СССР (1955, 1957, 1958), по два раза завоёвывал серебряные (1962, 1964) и бронзовые (1961, 1966) медали. Завершал карьеру в 1969 году в клубе ВЭФ.
Трижды становился обладателем Кубка европейских чемпионов: в первом розыгрыше 1958 года (набрал 17 очков во втором финальном матче, став самым результативным игроком рижан), в розыгрыше 1958/59 (7 очков во втором финальном матче) и розыгрыше 1959/60 (7 очков во втором финальном матче).
Окончил юридический факультет Латвийского государственного университета им. П. Стучки в 1970 году.
В 1969—1976 — начальник отдела Спорткомитета Латвийской ССР. В 1976—1988 — менеджер СКА (Рига).
В 2006 году по результатам опроса читателей газеты «Спорт-Экспресс», приуроченного к столетию российского баскетбола, занял 10-е место в списке лучших атакующих защитников.

### В сборной
С 1956 по 1964 год — игрок сборной СССР.
Участвовал в трёх чемпионатах Европы, и во всёх трёх турнирах сборная Советского Союза одержала победы. На чемпионате Европы 1957 года набирал в среднем 6,3 очка за игру, на чемпионате Европы 1959 года — 7,8 очка за игру, на чемпионате Европы 1961 года — 5,9 очка за игру. Трижды завоёвывал серебряные медали Олимпиад со сборной СССР: на Играх 1956 года в среднем набирал 2,5 очка за игру, на Играх 1960 года — 7,8 очка в среднем за игру, а на Играх 1964 года — 2,5 очка за игру. Участник чемпионата мира 1959 года.
Также выступал за сборную Латвийской ССР, провёл за неё 103 матча. Победитель Спартакиады народов СССР 1956 года.
Чемпион Спартакиады дружественных армий 1958.
В 1959 году получил звание заслуженного мастера спорта СССР.

### Семья
Сестра Анете Муйжниеце-Брис и Карлис Муйжниекс — также бывшие баскетболисты.

## Награды
- Орден «Знак Почёта» (16.09.1960) — за успешные выступления в XVII летних и VIII зимних Олимпийских играх 1960 года, а также за выдающиеся спортивные достижения[14]